# Німецьке селище (Дагвейський полігон)

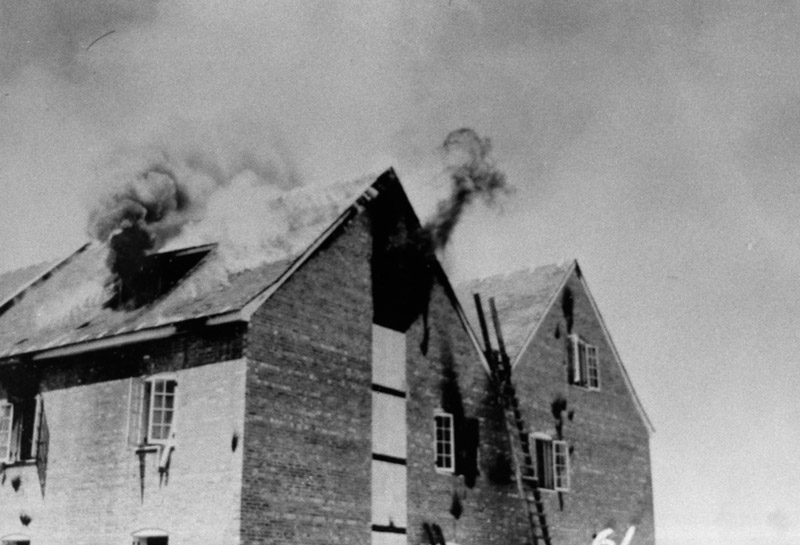
Німецьке селище під час випробувань вибухівки М-69

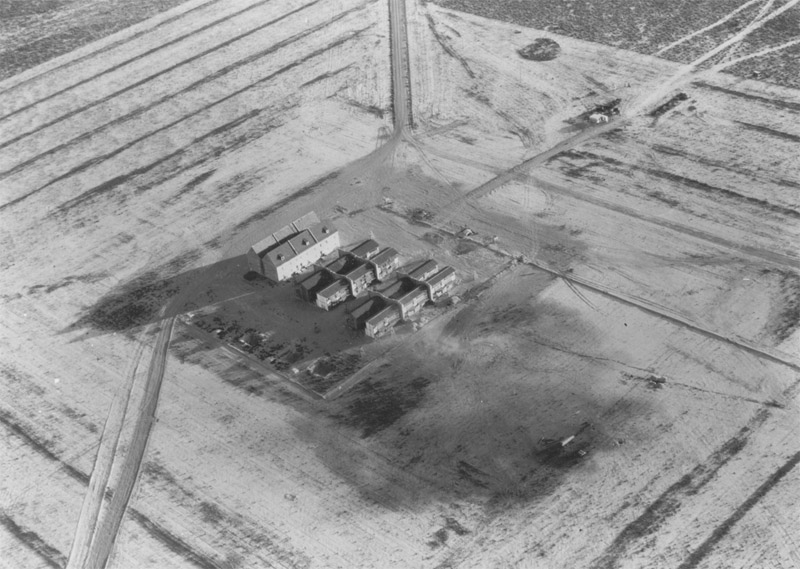
Німецьке та японське селища, повітряна фотозйомка, 1943

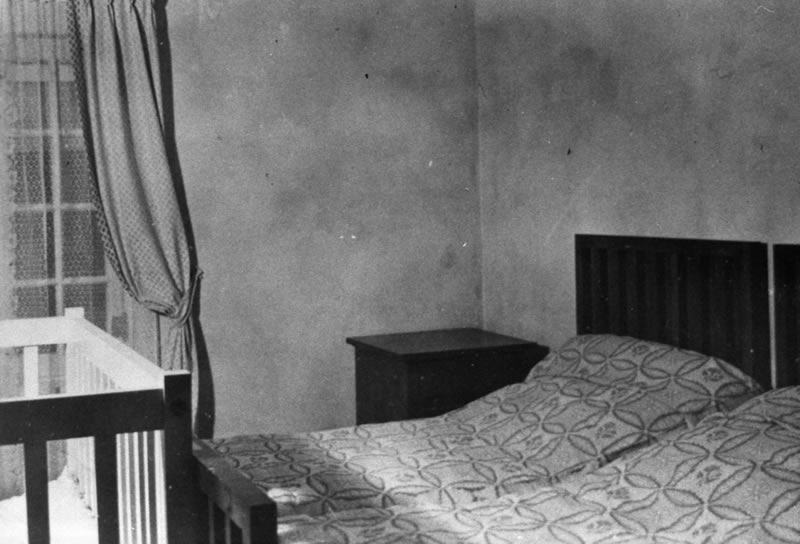
Внутрішнє оздоблення будинку в НС. Щоб бути впевненими в реалістичності поширення вогню, під час експерименту приділялася увага і дрібницям. Дерев'яні предмети час від часу поливали водою, щоб відтворити вологіший клімат Німеччини.

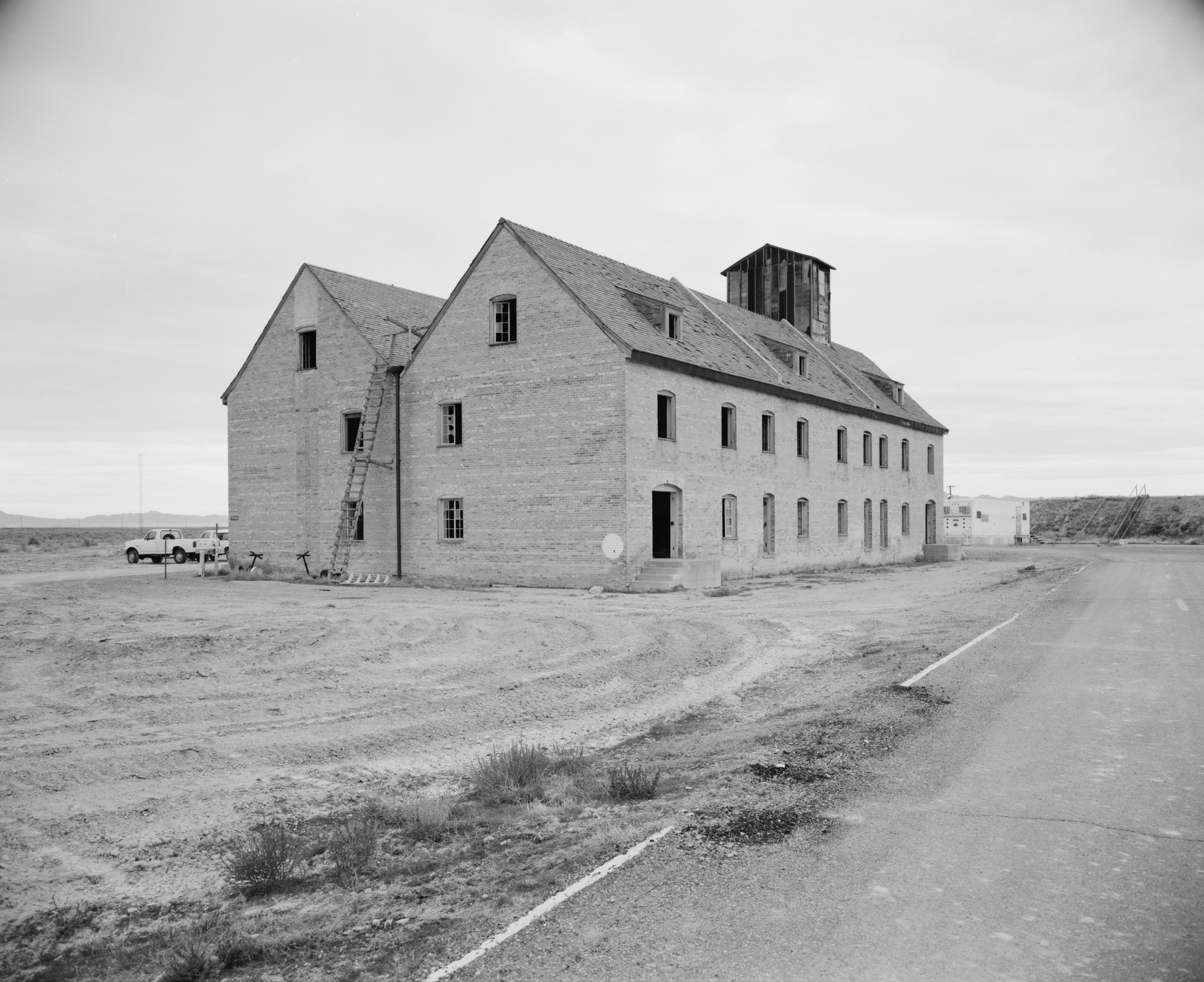
Німецьке селище, вигляд збоку. Дах було добудовано в 1960-х.

Німецьке селище — назва комплексу макетів житлових будинків зведених Армією США в 1943 році на військовому полігоні Дагвей в Юті, приблизно за 100 кілометрів (62 милі) на південний захід від Солт-Лейк-Сіті, з метою проведення експериментів, результати яких використовувалися під час бомбардувань нацистської Німеччини.

## Історія
Дагвей був випробувальним комплексом з високим ступенем безпеки для тестування хімічної та біологічної зброї. Метою постійного відтворення типових будинків німецького зразка після неодноразового знищення пожежами було вдосконалення тактики підпалювальних бомбардувань, які здійснювалися над містами Німеччини під час Другої світової війни.
Армія США найняла німецького емігранта-архітектора Еріха Мендельсона, щоб із максимальною точністю відтворити житлові будівлі заселених середнім класом кварталів Берліна. Головним завданням було знайти таку тактику дій, яка дозволила б викликати пожежу у центрі міста. Райони з типовими будівлями, де мешкали робітники, наприклад, Панков чи Веддінґ, до придушення інакомислення в нацистській Німеччині були твердинею комуністів.
Над створенням німецького, а також японського селища, працювали архітектори Конрад Вашман та Антонін Реймонд.
Армія США найняла компанію Standard Oil для супроводу будівництва та випробувань над комплексом. Еріх Мендельсон та Конрад Вашман були консультантами по техніці будівництва та матеріалам. Пауль Цукер, Ганс Кноль та Джордж Хартмюлер були консультантами по внутрішньому оздобленню та меблях.
Будинки відтворювалися з точністю до найменших деталей: важких дерев'яних меблів, вішаків для одягу, дитячих іграшок. Деревину та фарбу підбирали автентичну для німецького та японського селища; в японських будинках на столах розміщувалися палички для їжі. Вартість будівництва німецького селища складала $ 575000.
В ході випробувань з'ясували, що легше було підпалити японський будинок, а в будівлях Німеччини пожежі поширювалися неконтрольованим шляхом.